# سيموني ايديرا
سيموني ايديرا (بالإيطالية: Simone Edera) (7 يناير 1997 بتورينو في إيطاليا - ) هو لاعب كرة قدم إيطالي في مركز الوسط. لعب مع نادي فينيزيا.

## روابط خارجية
- سيموني ايديرا على موقع قاعدة بيانات كرة القدم.إي يو (الإنجليزية)
- سيموني ايديرا على موقع Soccerway.com (الإنجليزية)
- سيموني ايديرا على موقع AS.com (الإسبانية)